# Мелтури (остановочный пункт)
Ме́лтури (латыш. Melturi) — остановочный пункт в Мелтури, на территории Драбешской волости Аматского края Латвии, на линии Рига — Лугажи, ранее являвшейся частью Псково-Рижской железной дороги. В этом месте от линии Рига — Лугажи ответвлялась линия Иерики — Гулбене. Остановка была открыта в 1941 году как разъезд Билле, с 1942 года до конца Второй мировой войны называлась Мелтури. Повторно открыта в 1985 году как путевой пост под названием Пост 78-го км, а после 1991 года вновь получила своё нынешнее имя.. После закрытия линии Иерики — Гулбене является остановочным пунктом.